# V Giochi asiatici
I V Giochi asiatici si disputarono a Bangkok, Thailandia, dal 9 al 20 dicembre 1966.

## Partecipanti
- Afghanistan (34)
- Template:BIR (70)
- Ceylon (43)
- Hong Kong (21)
- India (259)
- Indonesia (257)
- Iran (254)
- Israele (90)
- Giappone (296)
- Malaysia (150)
- Nepal (61)
- Pakistan (42)
- Filippine (173)
- ROC (306)
- Singapore (103)
- Corea del Sud (268)
- Vietnam (141)
- Thailandia (307)

## Discipline sportive
- Atletica leggera (dettagli)
- Badminton (dettagli)
- Pallacanestro (dettagli)
- Pugilato (dettagli)
- Ciclismo (dettagli)
- Tuffi (dettagli)
- Calcio (dettagli)
- Hockey su prato (dettagli)
- Tiro (dettagli)
- Nuoto (dettagli)
- Tennistavolo (dettagli)
- Tennis (dettagli)
- Pallavolo (dettagli)
- Pallanuoto (dettagli)
- Sollevamento pesi (dettagli)

## Medagliere
| #      | Nazione            | Oro | Argento | Bronzo | Totale |
| ------ | ------------------ | --- | ------- | ------ | ------ |
| 1      | Giappone           | 78  | 53      | 33     | 164    |
| 2      | Corea del Sud      | 12  | 18      | 21     | 51     |
| 3      | Thailandia         | 12  | 14      | 11     | 37     |
| 4      | Malaysia           | 7   | 5       | 6      | 18     |
| 5      | India              | 7   | 4       | 11     | 22     |
| 6      | Indonesia          | 7   | 4       | 10     | 21     |
| 7      | Iran               | 6   | 8       | 17     | 31     |
| 8      | Repubblica di Cina | 5   | 9       | 10     | 24     |
| 9      | Israele            | 3   | 5       | 3      | 11     |
| 10     | Filippine          | 2   | 15      | 25     | 42     |
| 11     | Pakistan           | 2   | 4       | 2      | 8      |
| 12     | Birmania           | 1   | 0       | 4      | 5      |
| 13     | Singapore          | 0   | 5       | 7      | 12     |
| 14     | Vietnam del Sud    | 0   | 1       | 2      | 3      |
| 15     | Ceylon             | 0   | 0       | 4      | 4      |
| 15     | Hong Kong          | 0   | 0       | 1      | 1      |
| Totale | Totale             | 140 | 140     | 170    | 460    |